# Annalong

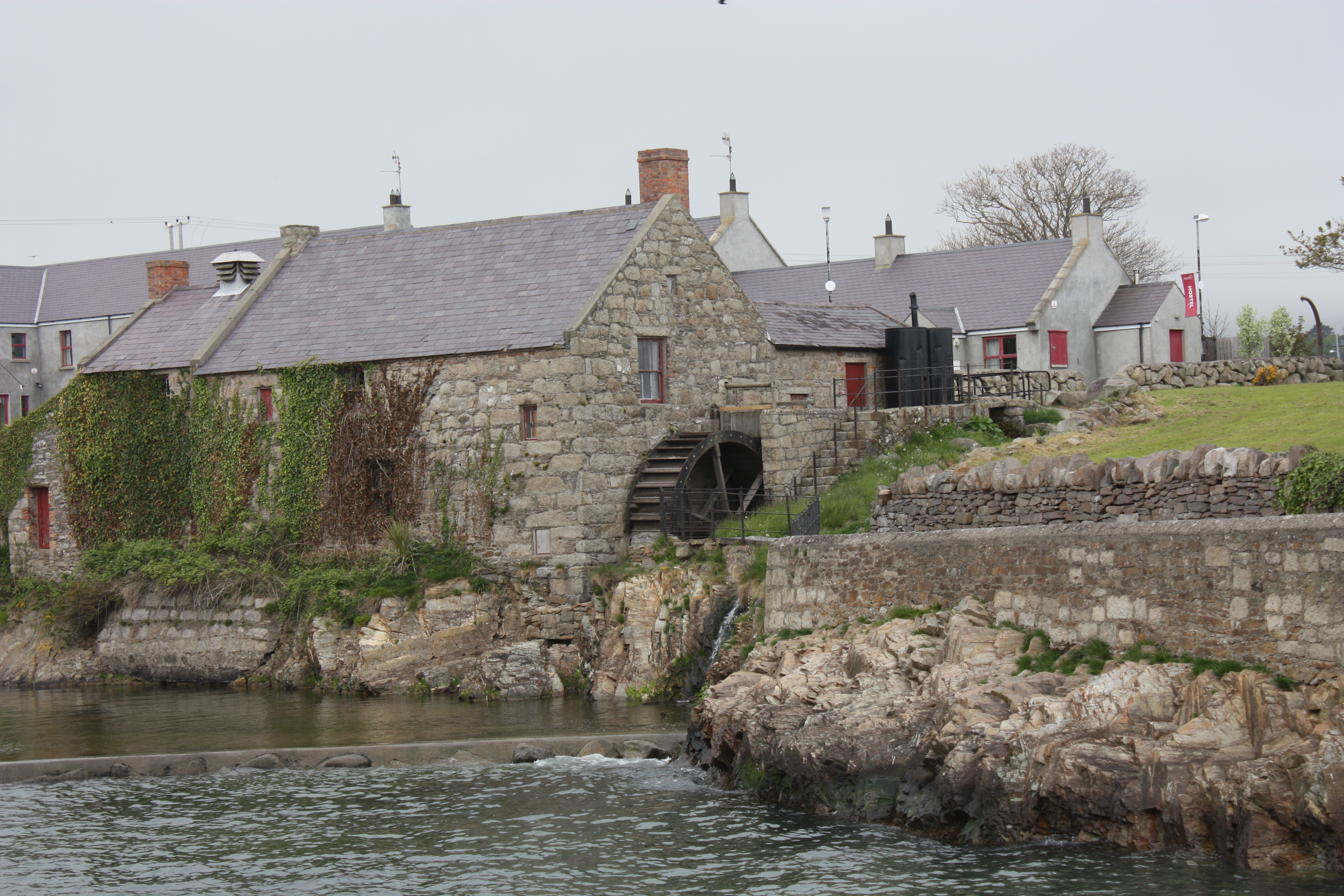
Annalong Cornmill

Annalong (Iers: Áth na Long) is een plaats in het Noord-Ierse County Down.
Annalong telt 1761 inwoners. Van de bevolking is 71,8% protestant en 25,9% katholiek.